# Forpommern
Forpommern eller Vorpommern er den vestlige del af Pommern vest for Oder og tilhører i dag delstaten Mecklenborg-Forpommern i Tyskland. Tysklands største ø Rügen ligger i Forpommern. Største by i Forpommern er Greifswald. Rügen var i middelalderen dansk styret. Dele af Forpommern var i perioden fra den Westfalske fred i (1648) til Freden i Kiel (1814) under svensk kontrol.